# Villa Quinchao
Villa Quinchao es una pequeña localidad de la comuna de Quinchao, en el archipiélago de Chiloé, Chile, en la cual se ubica la Iglesia Nuestra Señora de la Gracia, también conocida como Iglesia de Quinchao, una de las 16 iglesias patrimoniales de Chiloé, y la más grande del archipiélago.
Cuenta con una gran explanada en la cual se celebran dos fiestas religiosas: La fiesta patronal de Nuestra Señora de Gracia y la fiesta Nuestra Señora de las Lámparas.